# Gustav Frisén
Gustav William Frisén, född den 6 januari 1908 i Umeå, död den 27 december 1994 i Uppsala, var en svensk militär.
Frisén avlade studentexamen 1928 och officersexamen 1932. Han blev underlöjtnant vid Norrlands dragonregemente 1934, löjtnant där 1936 och ryttmästare 1942. Frisén genomgick Krigshögskolan 1943 och Försvarshögskolan 1954. Han var adjutant hos försvarsministern 1945–1948 och stabschef i III. militärbefälsstaben 1951–1955. Frisén befordrades till major i generalstabskåren 1950 och till överstelöjtnant 1955. Han var chef för Norrlands dragoner 1957–1963. Frisén blev riddare av Vasaorden 1948 och av Svärdsorden 1952. 
Gustav Frisén var son till disponenten Gottfrid Frisén och bror till Vera Frisén. Han vilar på Uppsala gamla kyrkogård.